# Marco Island
Marco Island város az Amerikai Egyesült Államok Florida államában, Collier megyében. Lakosainak száma 15 760 fő (2020. április 1.).

## Népesség
A település népességének változása:

| 2010 | 16 413 |
| 2020 | 15 760 |